# Bucket List Project
Albums de Saba
SpareChange!
(2015) Care for Me
(2018)
Bucket List Project est le premier album studio de Saba, sorti le 27 octobre 2016 sur le label Saba Pivot, LLC.

## Réception
Bucket List Project reçoit un accueil chaleureux de la presse. Dans une critique positive, David Sackllah de Consequence of Sound avance : « C'est une chose pour un artiste de représenter sa ville, mais Saba excelle avec une description vivante de sa ville natale, remplie d'une empathie riche et de détails qui donnent à l'auditeur une compréhension claire de sa vie ».

## Liste des titres
| No  | Titre                                                 | Producteur(s)                                | Durée |
| --- | ----------------------------------------------------- | -------------------------------------------- | ----- |
| 1.  | In Loving Memory                                      | Phoelix, Saba, Daoud, L Boog                 | 1:57  |
| 2.  | Stoney (featuring Phoelix et BJRKNC)                  | Phoelix, Saba                                | 3:32  |
| 3.  | GPS (featuring Twista)                                | Cam O'bi                                     | 3:48  |
| 4.  | Church (Liquor Store) (featuring Noname)              | Cam O'bi                                     | 4:05  |
| 5.  | Westside Bound 3 (featuring Joseph Chilliams)         | Joseph Chilliams, Dae Dae, Saba              | 2:58  |
| 6.  | MOST                                                  | Saba, Phoelix                                | 3:34  |
| 7.  | Symmetry                                              | Ken Ross, Phoelix, Dae Dae                   | 4:33  |
| 8.  | Photosynthesis (featuring Jean Deaux)                 | Phoelix, Saba                                | 3:23  |
| 9.  | The Billy Williams Story                              | Flex Lennon, Squeak                          | 3:54  |
| 10. | Bucket List (featuring Matthew Santos)                | Dae Dae, Cory Grindberg                      | 3:36  |
| 11. | American Hypnosis (featuring Akenya)                  | Phoelix, Saba, D. Phelps, Daoud              | 4:14  |
| 12. | California / Outro (featuring Ravyn Lenae et Phoelix) | Monte Booker, Phoelix, Daoud / Phoelix, Saba | 6:25  |
| 13. | World in My Hands (featuring Smino et LEGIT)          | Saba, Phoelix, Dae Dae                       | 3:52  |

Notes
- In Loving Memory et American Hypnosis comprennent des vocales additionnelles de Daoud.
- Stoney comprend des vocales additionnelles de BRJKNC.
- GPS comprend des vocales non créditées de Chandlar et BRJKNC.
- Church (Liquor Store) comprend des vocales additionnelles de Akenya.
- Symmetry et Photosynthesis comprend des vocales additionnelles de Phoelix.